# She's on Fire (DVD)
She's on Fire (DVD) è il secondo album video della rock band statunitense Train, pubblicato il 2 luglio 2002. Esso include i video musicali di "She's on Fire" e "Meet Virginia", più un video musicale live di "Drops of Jupiter (Tell Me)", tratto dal loro primo album video, "Midnight Moon".

## Tracce
1. She's on Fire – video musicale
2. Meet Virginia – video musicale
3. Drops of Jupiter (Tell Me) – video musicale live dal Warfield Theatre di San Francisco